# Regulaminy aukcyjne na rynku sztuki w Polsce
Regulaminy aukcyjne na rynku sztuki w Polsce – są zbiorem zasad oraz warunków sprzedaży dzieł sztuki i innych obiektów kolekcjonerskich. Celem regulaminów jest wewnętrzna organizacja funkcjonowania aukcji. W polskich domach aukcyjnych przeważa sprzedaż komisowa. Oznacza to, że większość domów aukcyjnych w ramach oferty aukcyjnej sprzedaje dzieła sztuki nie stanowiące ich własności. Sytuacja ta będzie się zmieniała wraz z siłą ekonomiczną polskich domów aukcyjnych.

## Pierwsze regulaminy aukcyjne po transformacji ustrojowej w 1989 roku w Polsce
Handel dziełami sztuki w Polsce po 1989 r. prosperował w granicach ustawy z dnia 23 grudnia 1988 r. o działalności gospodarczej, w której zawarto przepisy o posiadaniu obowiązkowej koncesji – była ona niezbędna do legalnego obrotu dziełami dóbr kultury, które powstały przed 9 maja 1945 r. Ze względu na brak aktów wykonawczych, przedsiębiorstwa miały ułatwioną drogę do swobodnego rozwijania się na polskim rynku.
Jednymi z pierwszych aktów prawnych, które były istotne w modyfikacji ówczesnych praktyk aukcyjnych, były przepisy z 1996 r. o przetargu ustnym oraz ich nowelizacja w ustawie z dnia 14 lutego 2003 r. Na podstawie treści regulaminów, domy aukcyjne doprowadzały do zawarcia umowy sprzedaży przy zastosowaniu licytacji.

## Ogólna definicja i podstawowe elementy regulaminów aukcyjnych
Regulaminy aukcyjne prawie zawsze regulują zasady funkcjonowania oraz upoważniania aukcjonera do prowadzenia licytacji. Poza tym, w regulaminach pojawiają się także postanowienia dotyczące wycofywania obiektów z licytacji, zwrotu obiektów itp. Służy to między innymi ochronie publicznej opinii danego domu aukcyjnego, ale może także wynikać ze świadomego usunięcia obiektu ze względu na rosnącą popularność czy prawdopodobieństwo falsyfikatu. Poprzez wprowadzenie takich zasad, domy aukcyjne są w stanie zapewnić sobie dominującą pozycję oraz bezpieczeństwo dzięki uniknięciu prawnej odpowiedzialności karnej za niepożądane skutki działań np.: “dom aukcyjny nie ponosi odpowiedzialności za ukryte wady fizyczne i prawne oferowanych obiektów” i “dom aukcyjny daje gwarancję autorstwa i innych cech obiektu opisanych w katalogu: gdyby opis okazał się niezgodny ze stanem rzeczywistym, nabywca może w ciągu 14 dni od daty aukcji zwrócić obiekt do domu aukcyjnego (…)”.
W każdym regulaminie aukcyjnym wyróżnić można pewne podstawowe elementy
Pierwszym z nich jest zawsze Organizator danej aukcji – wskazywany jest w tym miejscu np. dany dom aukcyjny, wraz ze wszystkimi kluczowymi danymi. Kolejnym elementem jest określenie prowadzącego aukcję, nazywanego inaczej aukcjonerem. Jest to niezwykle ważne, ponieważ to właśnie on, dzięki uprawnieniom nadanym przez dom aukcyjny, rozstrzyga ewentualne spory powstałe podczas aukcji. W regulaminie aukcji nie może zabraknąć opisu przedmiotu aukcji. Przedmiotami aukcji mogą być dzieła sztuki lub obiekty rzemiosła artystycznego, będące własnością domu aukcyjnego (wówczas organizator występuje w roli komisanta) lub będące własnością sprzedającego. W drugim przypadku dom aukcyjny występuje w roli pośrednika, a za potwierdzenie własności bez roszczeń osób trzecich przedmiotu aukcji uznaje się oświadczenie sprzedającego. Określenie odpowiedzialności jest ważnym punktem regulaminu, ponieważ nie tylko kwestia własności przedmiotu aukcji, ale również jego autentyczności określana jest na podstawie oświadczeń właściciela, co zwalnia dom aukcyjny z odpowiedzialności prawnej w przypadku ewentualnych nieprawidłowości. W regulaminie muszą znaleźć się także zapisy dotyczące uczestników oraz regulujące ich udział w aukcji. Ważnym punktem w tym miejscu jest wskazanie wysokości wadium. W większości przypadków osoba, która wpłaciła wadium i otrzymała numer licytacyjny staje się uczestnikiem aukcji. W regulaminach określane są również sposoby uczestnictwa w aukcji. Od lat 90. polskie domy aukcyjne przewidywały kilka dodatkowych form uczestnictwa: telefoniczną, za pośrednictwem organizatora aukcji do wysokości limitu oraz internetową licytację w czasie rzeczywistym. Regulaminy obejmują także zagadnienia dotyczące terminów funkcjonowania na aukcji, tj. oznaczenia rodzajów cen (istnieją trzy podstawowe: wywoławcza, wylicytowana i sprzedaży) oraz symboli pojawiających się w ramach katalogu aukcyjnego (np. symbol gwiazdki Droit de suite). W regulaminach wyszczególnione zostają również inne opłaty aukcyjne i różnego rodzaju prowizje. Niektóre domy aukcyjne: „zastrzegają sobie także prawo do naliczanie odsetek ustawowych za okres opóźnienia w zapłacie (np. DA DESA Unicum). W przypadku braku zapłaty w terminie wyznaczonym (lub też dodatkowo ustalonym przez strony) następuje rozwiązanie umowy i przepadek wadium (zadatku)”. Innymi elementami są także zapisy odnoszące się do tabel postąpień aukcyjnych czy klauzul dotyczących kwestii wydania obiektów. Dodatkowymi, pozytywnymi, elementami regulaminów aukcyjnych są np. zapisy zapewniające prawo pierwokupu muzeom rejestrowanym oraz ograniczenia dotyczące wywozu.

## „Wynaturzenia” regulaminów aukcyjnych
Ze względu na istniejące luki prawne w obrocie dziełami sztuki, na przełomie lat 90. i 00., w regulaminach polskich domów aukcyjnych pojawiły się tzw. “wynaturzenia”, czyli takie zasady aukcyjne wykreowane przez dany dom aukcyjny, które funkcjonowały na jego korzyść, a niekorzyść kupującego. Owe “wynaturzenia” mogą charakteryzować się niedookreślonością, jak i nadmierną precyzją – jest to zależne od oczekiwanych skutków. Przykładowe “wynaturzenia” znajdowały się m.in. w regulaminie aukcyjnym DA Adam’s w latach 1997–2000 i DA Polonia Art. Wybrane domy wprowadziły takie zasady jak wprowadzenie możliwości wystąpienia przez domy aukcyjne o odszkodowanie przeciwko osobie, której celem nie było kupno licytowanych obiektów. Dom aukcyjny jako organizator aukcji miał obowiązek stwierdzić, czy faktycznie dana osoba nie planowała kupna żadnego z wystawianych obiektów, jednak nie ustalono dokładniejszych kroków, które należałoby podjąć w tym przypadku. Następnym “wynaturzeniem” było określenie zasad przechowywania zakupionych obiektów na aukcji, które nie były odebrane tuż po zakończeniu aukcji. Według regulaminu domu aukcyjnego Adam’s, koszty owego przechowywania wynosiły 10% sumy zakupu za każdy kolejny dzień po zakupie danego obiektu. Aczkolwiek jednym z najbardziej kontrowersyjnych regulaminowych zapisów był punkt, który zastrzegał na rzecz domu aukcyjnego, prawo do dokonywania wszelkich zmian w swoim regulaminie w każdym czasie i w każdej formie. Tak sformułowana zasada prawna mogła konotować wiele nieporozumień i nadużyć na rzecz domu aukcyjnego. Niniejsza klauzula z punktu widzenia sprzedającego i kupującego była niekorzystna oraz wprowadzała ona wątpliwości dotyczące samej etyki prawnej.